# Panorama Cotton
Panorama Cotton — видеоигра из серии Cotton, разработанная компанией Success эксклюзивно для игровой консоли Sega Mega Drive и выпущенная Sunsoft 12 августа 1994 года только в Японии. Является одной из наиболее редких игр серии (было выпущено приблизительно 5-10 тысяч копий).

## Сюжет
Как и во всех играх серии, сюжет игры развивается вокруг магической сладости под названием willow и желанием главной героини игры, маленькой ведьмы Cotton, получить её.

## Игровой процесс
В отличие от предыдущих игр серии, являвшихся горизонтальными скролл-шутерами, Panorama Cotton представляет собой рельсовый шутер с псевдотрёхмерной графикой и видом сзади (аналогично Space Harrier).
Игрок может перемещаться по экрану в двух измерениях. Он должен уничтожать противников и избегать столкновений с препятствиями. В игре пять уровней, разделённых на зоны. Игрок может выбрать один из трёх уровней сложности.